# Fernand Teyssier
Pour les articles homonymes, voir Teyssier.
 (octobre 2019).
Si vous disposez d'ouvrages ou d'articles de référence ou si vous connaissez des sites web de qualité traitant du thème abordé ici, merci de compléter l'article en donnant les références utiles à sa vérifiabilité et en les liant à la section « Notes et références ».
Fernand Teyssier est un peintre et sculpteur français, né le 12 juillet 1937 à Paris et mort dans cette même ville le 2 mars 1988. Son travail singulier traverse les années 1960, 1970 puis 1980, ce qui le conduit à croiser différents courants de la peinture dont l’expressionnisme, le pop art, la nouvelle figuration et l’abstraction figurative.

## Biographie
Autodidacte, Fernand Teyssier expérimente la peinture dès 1960, puis prend des cours à l'académie de la Grande Chaumière à Paris. Il travaille sur l’inconscient et la perception de ses rêves.
La première partie de son œuvre d’influence expressionniste est principalement en noir et blanc. Parallèlement, il amorce un travail de graveur.
Dès 1967, la couleur fait son apparition. Fernand Teyssier s’oriente vers le courant de la figuration narrative, reprenant les sujets de ce mouvement et de l’époque (détournement publicitaire, engagement politique, antimilitarisme, guerre d’Algérie, Vietnam...).
Puis, en 1973, il commence à voyager (Pérou, Laos...). La couleur prend alors une place centrale dans sa recherche. Sur cette période, en plus de peintures sur tous types de supports, il existe de nombreux carnets de voyages et sculptures. C'est une période de recherche foisonnante.
Après 1977, sa production s’accélère. Il participe à de nombreuses expositions. Puis, sa recherche toujours axée sur la représentation formelle de ses rêves le conduit à fragmenter toujours plus ses sujets, les décomposant parfois à l’excès, frôlant l’abstraction géométrique.
Il meurt à Paris en 1988, à 50 ans.

## Expositions

### Expositions collectives
- 1963 / 1970 : Salon de la Jeune Peinture (Paris)
- 1965 / 1967 : Biennale de Paris (section gravure et peinture)
- 1968 / 1970 : Biennale de l’Estampe Kunstmesse de Bâle
- 1969 : Galerie Levin avec J. Grinberg, Quilici, Mao To Laï (Paris)
- 1971 : Grands et Jeunes d’aujourd’hui (Paris)
- 1973 : Neue Darmstadter Sezession (RFA), Dessins chez Cerès Franco, Galerie L’Œil de bœuf, publication dans Poesicalbum en RFA et Zeit-Gedichte
- 1981 / 1985 : Salon de la figuration critique (Paris)
- 1982 / 1984 / 1986 : Salon Comparaisons (Paris)
- 1985 / 1986 /1987 : Salon de mai (Paris)
- 1985 : Galerie l’œil de bœuf « Et vogue la galère »
- 1986 : Galerie de T.O.A. (Rouen)
- 1986 : Galerie J.P. Christophe (Paris)
- 1987 : Musée de Dieppe « Les éléphants sont parmi nous »
- 2009 : Musée des beaux-arts de Saint-Lo « CADOMUS 1957/1962 »
- 2013 : Musée des beaux-arts de Carcassonne. Collection Ceres Franco, acte 1 - « Les imagiers de l'imaginaire »
- 2015 : Exposition « En grand format » de juillet à octobre 2015, à La Coopérative-Collection Ceres Franco[2]
- 2017 : « Paris - Novi Sad », galerie du Centre, « 40 ans de passion »[3]
- 2019 : « Teyssier / Chahab » Chateau Lescombes, centre d’art contemporain - Eysines
- 2020 :  Galerie Kaléidoscope: " ROSE(S) 7 peintres de 1960 à nos jours "  Jacques Grinberg, Fernand Teyssier, Maryan, Mao To Laï, Ilya Grinberg, Tereza Lochmann, Quentin Derouet,

### Expositions personnelles
- 1965 : Galerie Den Frie Udstilling (Copenhague)
- 1967 : Galerie Werkstatt  (Brême)
- 1970 : Galerie Press (Constance) Édition d’assemblages
- 1971 : Galerie L’Œil écoute (Paris) « Le bal batailleur »
- 1973 : Maison de la Culture d’Amiens « La partie civile »
- 1977 : Galerie L’Œil de bœuf (Paris)
- 1980 : Galerie L’Œil de bœuf « Les natures intérieures »
- 1982 : Galerie La lucarne (Paris)
- 1984 : Galerie L’Œil de bœuf
- 1985 : Galerie Troy (Paris), « Le bestiaire »
- 1987 : Galerie L’Œil de bœuf
- 1987 : Galerie du T.O.A. (Rouen), « Entomologies »
- 1988 : Mairie du 5e arrondissement de Paris « Fernand Teyssier un peintre du Ve »
- 2012 : La Halle Saint Pierre (Paris) Linogravures & peintures[4]
- 2016 : Galerie du Montparnasse (Paris), « Vivez Tranquille une retrospective »
- 2016 : Galerie du Centre (Paris) « Le bal batailleur II »[5]